# Нарко: Мексика
«Нарко: Мексика» (исп. Narcos: Mexico) — американский телесериал, выпущенный студией Netflix 16 ноября 2018 года. Создателями сериала выступили Крис Бранкато, Карло Бернард и Даг Миро.
Изначально проект планировался как 4-й сезон «Нарко», но в итоге стал отдельным сериалом. События разворачиваются, в основном, в Мексике и посвящены торговле наркотиками и нарковойне.
5 декабря 2018 года сериал был продлён на 2-й сезон. Премьера второго сезона состоялась на Netflix 13 февраля 2020 года. 28 октября 2020 года Netflix продлил сериал на третий сезон. Премьера третьего и последнего сезона состоялась 5 ноября 2021 года.

## Сюжет

### Сезон 1 (2018)
Действие 1-го сезона происходит в 1980-х годах, в Мексике. Сюжет разворачивается вокруг противостояния УБН и только-только зарождающихся мексиканских наркокартелей. Главными действующими лицами являются агент УБН Кики Камарена (Майкл Пенья) и лидер картеля Гвадалахары Мигель Анхель Феликс Гальярдо (Диего Луна).

### Сезон 2 (2020)
Во втором сезоне сюжет крутится вокруг Уолтера Бреслина(Скут Макнейри), который оказывается руководителем операции "Лейенда" по наказанию виновных в деле по убийству агента УБН Кики Камарена, в течение всего сезона раскрывается расцвет и распад союза мексиканских наркокартелей под предводительством Мигеля Анхеля Феликса Гальярдо(Диего Луна) с последующим его арестом.

### Сезон 3 (2021)
В сезоне раскрывается жизнь Амадо Каррильо Фуентеса (Хосе Мария Яспик) как наркобарона, руководителя картеля Хуареса. Попутно с этой, вторая сюжетная линия отражает события исчезновений и убийств женщин в Сьюдад-Хуаресе.

## В ролях
= Главная роль в сезоне
     = Второстепенная роль в сезоне
     = Гостевая роль в сезоне
     = Не появляется

### В главных ролях
| Майкл Пенья         | Кики Камарена                       | 10 | 1  |    | 11 |
| Диего Луна          | Мигель Анхель Феликс Гальярдо       | 10 | 10 | 1  | 21 |
| Теноч Уэрта         | Рафаэль Каро Кинтеро                | 9  | 2  |    | 11 |
| Алисса Диас         | Мика Камарена                       | 10 |    |    | 10 |
| Хоакин Косио        | Эрнесто «Дон Нето» Фонсека Каррильо | 10 | 1  | 5  | 16 |
| Хосе Мария Яспик    | Амадо Каррильо Фуэнтес              | 8  | 10 | 9  | 27 |
| Мэтт Летчер         | Хайме Кьюикендалл                   | 10 | 1  | 9  | 20 |
| Эрнесто Альтерио    | Сальвадор Осуна Нава                | 6  |    |    | 6  |
| Алехандро Эдда      | Хоакин «Эль чапо» Гусман Лоэра      | 9  | 7  | 8  | 24 |
| Фернанда Уррехола   | Мария Эльвира                       | 7  | 6  |    | 13 |
| Тереса Руис         | Исабелла Баутиста                   | 7  | 6  |    | 13 |
| Аарон Стэтон        | Бутч Сирс                           | 10 |    |    | 10 |
| Ленни Джейкобсон    | Роджер Кнепп                        | 7  |    |    | 7  |
| Херардо Тарасена    | Пабло Акоста Вильярреаль            | 6  | 5  |    | 11 |
| Хулио Сесар Седильо | Гильермо Гонсалес Кальдерони        | 3  | 8  |    | 11 |
| Скут Макнейри       | Уолт Бреслин / рассказчик           | 10 | 10 | 10 | 30 |
| Альфонсо Досаль     | Бенхамин Арельяно Феликс            | 7  | 8  | 9  | 24 |
| Мануэль Масальва    | Рамон Арельяно Феликс               | 5  | 7  | 9  | 21 |
| Алекс Найт          | Кенни Мосс                          | 1  | 5  |    | 6  |
| Горка Ласаоса       | Эктор Луис Пальма Саласар           | 3  | 7  | 6  | 16 |
| Альберто Амман      | Элмер «Пачо» Эррера                 | 1  | 4  | 4  | 9  |
| Майра Эрмосильо     | Энедина Арельяно Феликс             |    | 8  | 9  | 17 |
| Мигель Родарте      | Данило Гарса                        |    | 7  |    | 7  |
| Джесси Гарсия       | Сол Ороско                          |    | 9  |    | 9  |
| Мэтт Бидел          | Дэрил Петски                        |    | 7  |    | 7  |
| Херо Медина         | Осси Мехия                          |    | 7  |    | 7  |
| Альберто Сени       | Амат Паласиос                       |    | 8  |    | 8  |
| Андрес Лондоньо     | Энрике Клавель                      |    | 6  |    | 6  |
| Флавио Медина       | Хуан Гарсия Абрего                  |    | 4  | 1  | 5  |
| Бобби Сото          | Давид Баррон Корона                 |    | 2  | 8  | 10 |
| Луис Херардо Мендес | Виктор Тапиа                        |    |    | 9  | 9  |
| Луиса Рубино        | Андреа Нуньес                       |    |    | 10 | 10 |
| Хосе Суньига        | Хесус Гутьеррес Ребольо             |    |    | 6  | 6  |
| Бо Мирчофф          | Стив Шеридан                        |    |    | 4  | 4  |
| Кристен Гутоски     | Дани                                |    |    | 6  | 6  |
| Лоренцо Ферро       | Алекс Ходоян                        |    |    | 8  | 8  |
| Алехандро Ферт      | Рамон Сальгадо                      |    |    | 9  | 9  |
| Альберто Герра      | Исмаэль Марио Самбада Гарсия        |    |    | 8  | 8  |
| Всего эпизодов      | Всего эпизодов                      | 10 | 10 | 10 | 30 |

- Майкл Пенья — Кики Камарена, агент УБН (сезон 1)
- Диего Луна — Мигель Анхель Феликс Гальярдо, лидер картеля Гвадалахары (сезоны 1-2, гость в 3-м)
- Теноч Уэрта — Рафаэль Каро Кинтеро (сезон 1, гость во 2-м сезоне)
- Алисса Диас — Мика Камарена (сезон 1)
- Хоакин Косио — Эрнесто «Дон Нето» Фонсека Каррильо (сезон 1, гость во 2-м и 3-м сезоне)
- Хосе Мария Яспик — Амадо Каррильо Фуэнтес (сезоны 1-2, 3)
- Мэтт Летчер — Хайме Кьюикендалл (сезон 1, гость во 2-м сезоне, 3)
- Аарон Стэтон — Бутч Сирс (сезон 1)
- Ленни Джейкобсон — Роджер Кнепп (сезон 1)
- Эрнесто Альтерио — Сальвадор Осуна Нава (сезон 1)
- Тесса Иа — София Конеса (сезон 1)
- Алехандро Эдда — Хоакин «Эль чапо» Гусман Лоэра (сезоны 1-2, 3)
- Альфонсо Досаль — Бенхамин Арельяно Феликс (сезоны 1-2, 3)
- Кларк Фриман — Эд Хит (сезоны 1-2)
- Фермин Мартинес — Хуан «Эль Асуль» Хосе Эспаррагоса Морено (сезоны 1-2)
- Фернанда Уррехола — Мария Эльвира (сезоны 1-2)
- Херардо Тарасена — Пабло Акоста Вильярреаль (сезоны 1-2)
- Горка Ласаоса — Эктор Луис Пальма Саласар (сезоны 1-2, 3)
- Гильермо Вильегас — Сэмми Альварес (сезон 1)
- Орасио Гарсиа Рохас — Томас Морлет (сезон 1)
- Джеки Эрл Хейли — Джим Фергюсон (сезон 1)
- Мануэль Масальва — Рамон Арельяно Феликс (сезоны 1-2, 3)
- Тереса Руис — Исабелла Баутиста (прототип — Сандра Авила Бельтран) (сезоны 1-2)
- Юл Васкес — Джон Гэвин (сезон 1)
- Хулио Сесар Седильо — Гильермо Гонсалес Кальдерони (сезоны 1-2, 2)
- Скут Макнейри — Уолт Бреслин, агент УБН (сезоны 1-2, 3)
- Вагнер Моура — Пабло Эскобар (сезон 1)
- Альберто Амман — Элмер «Пачо» Эррера (сезон 2, гость в 1 сезоне, 3)
- Франсиско Денис — Мигель Родригес Орехуэла (сезон 1)
- Дамиан Альказар — Хильберто Родригес Орехуэла (сезон 1, 3)
- Пепе Рапасоте — Хосе «Чепе» Сантакрус Лондоньо (сезон 1, 3)
- Хорхе А. Хименес — Роберто «Отрава» Рамос (сезон 1)
- Хулиан Диас — Черныш (сезон 1)
- Эрик Ланж — Билл Стечнер (сезоны 1-2)
- Брайан Бакли — Джон Клей Уокер (сезон 1)
- Майк Дойл — Томас Бюль (сезон 1)
- Алекс Найт — Кенни (сезон 2, гость в 1-м сезоне)
- Майра Эрмосильо — Энедина Арельяно Феликс (сезон 2, 3)
- Мигель Родарте — Данило Гарса (сезон 2)
- Джесси Гарсия — Сол Ороско (сезон 2)
- Мэтт Бидел — Дэрил Петски (сезон 2)
- Херо Медина — Осси Мехиа (сезон 2)
- Альберто Сени — Амат Паласиос (сезон 2)
- Андрес Лондоно — Энрике Клавел (сезон 2)
- Флавио Медина — Хуан Гарсия Абрего (сезон 2)
- Матиас Варела — Хорхе Сальседо Кабрера (сезон 2)
- Хуан Себастьян Калеро — Навиганте (сезон 2)
- Вивиана Серна — Гуадалупе («Лупита») (сезон 2)
- Сози Бэйкон — Мими Уэбб Миллер (сезон 2)
- Хесус Очоа — Хуан Непомусено Герра (сезон 2, гость в 3-м)

## Эпизоды
| Сезон | Серии | Серии | Даты показа     | Даты показа     |
| ----- | ----- | ----- | --------------- | --------------- |
| 1     | 10    | 10    | 16 ноябрь 2018  | 16 ноябрь 2018  |
| 2     | 10    | 10    | 13 февраля 2020 | 13 февраля 2020 |
| 3     | 10    | 10    | 5 ноября 2021   | 5 ноября 2021   |

### Сезон 1 (2018)
| № общий | № в сезоне | Название                                        | Режиссёр              | Автор сценария                                                                             | Дата премьеры  |
| --- | ---------- | ----------------------------------------------- | --------------------- | ------------------------------------------------------------------------------------------ | -------------- |
| 1 | 1          | «Камелот» «Camelot»                             | Джозеф Кубота Владыка | Эрик Ньюман и Клейтон Трасселл                                                             | 16 ноября 2018 |
| В 1980 году, в то время как мексиканская армия грабит сельскую местность Синалоа, амбициозный полицейский Мигель Анхель Феликс Гальярдо решает создать наркоимперию в Гвадалахаре. Тем временем молодого агента УБН Кики Камарену переводят в Мексику. |            |                                                 |                       |                                                                                            |                |
| 2 | 2          | «Система площадей» «The Plaza System»           | Джозеф Кубота Владыка | Карло Бернард и Даг Миро                                                                   | 16 ноября 2018 |
| Рафа изучает логистику уникального сорта марихуаны (Сенсимилья, или бессемянная), который требует изоляции от самцов-опылителей, что делает пустыню местом для выращивания. Проблемы возникают, когда не хватает воды для возделывания, что приводит к тому, что Рафа приходит к профессору геологии, который помог найти землю, и угрожает ему. Расстроенный и пьяный Рафа в конце концов начинает бросать взрывчатку в вырытые ямы, случайно обнаруживая источник воды. Феликс продолжает свои встречи, чтобы достичь соглашения с площадями, но униженный и упрямый Авилес отказывается помириться с Акостой и приговаривает Феликса к смерти после того, как сделка проваливается. Когда они оба возвращаются в Синалоа, их прерывает полиция, которая убивает Авилеса, ставя Феликса во главе картеля Гвадалахары.                                                                        |            |                                                 |                       |                                                                                            |                |
| 3 | 3          | «Крёстный отец» «El Padrino»                    | Андре Баис            | Эшли Лайл и Барт Никерсон                                                                  | 16 ноября 2018 |
| Кики, осознав высокий уровень коррупции, самостоятельно предпринимает опасную тайную операцию в лагерях плантаций. После достижения желаемого соглашения Феликс, Рафа и Дон Нетто становятся боссами наркоимперии. Феликс организует свадебную вечеринку для одного из своих лучших друзей, сына губернатора, на которой он заставляет положить конец конфликту между Навой и братьями Арельяно. |            |                                                 |                       |                                                                                            |                |
| 4 | 4          | «Рафа, Рафа, Рафа!» «Rafa, Rafa, Rafa!»         | Андре Баис            | Скотт Тимс                                                                                 | 16 ноября 2018 |
| Спустя несколько месяцев Кики и его люди безуспешно пытаются арестовать наркоторговцев. Феликс остается в опасном положении из-за безрассудных действий Рафы, который вступил в сговор с Софией, своей возлюбленной, чтобы организовать фальшивое похищение, развязав охоту с её отцом, важным политическим деятелем в Мехико. Чтобы обеспечить безопасность Рафы, Феликс соглашается оказать услугу Наве, которой ранее отказал. После выполнения Феликсом просьбы человек Навы избивает Феликса, чтобы дать понять, кто здесь главный. |            |                                                 |                       |                                                                                            |                |
| 5 | 5          | «Колумбийская связь» «The Colombian Connection» | Амат Эскаланте        | Энди Блэк                                                                                  | 16 ноября 2018 |
| Расследование ставит под угрозу жену Кики, но он убежден продолжать свою работу. Кики проникает в офис Феликса, чтобы получить финансовые документы, и вместе со своими людьми планирует арестовать его в Соединенных Штатах. После того, как маршрут поставок кокаина через Багамские Острова был заблокирован Соединенными Штатами, Феликс вступает в контакт с колумбийскими картелями и достигает соглашения с картелем Кали братьев Орехуэла. После встречи Пабло Эскобар предупреждает Феликса и предлагает другую сделку, пополам с ним и Кали. |            |                                                 |                       |                                                                                            |                |
| 6 | 6          | «Последняя граница» «La Última Frontera»        | Амат Эскаланте        | Джесси Никсон-Лопес и Клейтон Трасселл                                                     | 16 ноября 2018 |
| Война за незаконный оборот марихуаны между Раф и Фальконе продолжается. Давление на Феликса усиливается после того, как сделка с правительством не закрыта. УБН устроили ловушку, используя одного из американских партнеров Феликса, чтобы установить контакт и заманить его в США под предлогом подписания документов для защиты его финансовых интересов. Изабелле удается договориться с Фальконе, прежде чем она обнаруживает, что решения относительно его судьбы уже приняты. Когда Феликс готов пересечь мексиканскую границу, ему звонит высокопоставленный политический деятель, предупреждающий его о ловушке. Кики не может вмешаться и возвращается домой расстроенный и разочарованный. |            |                                                 |                       |                                                                                            |                |
| 7 | 7          | «Босс боссов» «Jefe de Jefes»                   | Алонсо Руиспаласиос   | История: Эшли Лайл, Барт Никерсон и Клейтон Трасселл Постановка: Эшли Лайл и Барт Никерсон | 16 ноября 2018 |
| Рафа вышел из-под контроля, поскольку его употребление кокаина продолжается. Он начинает привлекать к себе внимание, когда однажды ночью в клубе раздаются выстрелы после того, как он увидел Софию с Амадо. Дон Нето скорбит о своём сыне, который был убит в стычке возле дискотеки. Паранойя начинает овладевать Рафой, заставляя его и других жестоко убить двух американских туристов, — он убежден, что УБН послало их шпионить за ним. Феликс организует собрание, чтобы разместить новые заказы и территории, исключая Изабеллу, которая плохо это воспринимает После этого Нова пытается запугать Феликса, прежде чем тот убьет его на глазах у Азула. |            |                                                 |                       |                                                                                            |                |
| 8 | 8          | «Просто скажи нет» «Just Say No»                | Алонсо Руиспаласиос   | Даг Миро                                                                                   | 16 ноября 2018 |
| Агенты УБН и мексиканская армия проникают на плантацию марихуаны, конфисковывают и сжигают весь урожай, что делает это одной из величайших операций всех времен. Рафа даёт вооружённый отпор. Ему удается сбежать с помощью Чапо и его людей. Сбитый с толку Феликс отправляется в Мехико за советом, как поступить с Кики, в то время как Азул уговаривает Рафу отдать приказ о похищении Кики, а Дон Нето слишком поздно вмешивается. |            |                                                 |                       |                                                                                            |                |
| 9 | 9          | «Лопе де Вега, 881» «881 Lope de Vega»          | Андре Баис            | Клейтон Трасселл                                                                           | 16 ноября 2018 |
| Пока Кики допрашивают и пытают, Мика сообщает о его исчезновении Джейме. Зная, что за Рафой будет объявлена охота, Феликс велит ему бежать из страны, и поэтому он уезжает с Софией в Коста-Рику. Мексиканская полицейская система посылает Хайме по кругу, а разъяренная Мика противостоит Эду Хиту. На операцию назначается новый начальник полиции, но, перехватив Рафу на взлетно-посадочной полосе аэропорта, он позволяет ему сбежать. В другом месте Феликсу удалось избежать ареста после того, как Авалон сообщил ему о готовящемся рейде. Анонимная наводка в Управление по борьбе с наркотиками относительно местонахождения Рафы приводит к его аресту и информации о местонахождении Кики |            |                                                 |                       |                                                                                            |                |
| 10 | 10         | «Легенда» «Leyenda»                             | Андре Баис            | Карло Бернард                                                                              | 16 ноября 2018 |
| Через неделю Джейме и агенты УБН находят тело Кики Камарены недалеко от ранчо. Нето покидает Гвадалахару и скрывается на побережье. Феликс возвращается в Синалоа и просит у губернатора убежища, которое получает только за счет крупной сделки по оплате. Изабелла убеждает Бенджамина забрать то, что осталось от картеля. Губернатор предает Феликса, и полиция устраивает ему засаду, когда он собирается уходить. Однако при этом удается договориться с командиром, следуя за ним, чтобы быть политически защищенным. Нето находят и арестовывают, он знает, что был предан Феликсом. Азул сообщает Феликсу о новой встрече в Энсенаде, на которую он вторгается, представляя новую сделку с политиками и снова беря на себя руководство, выгнав при этом Изабеллу. Управление по борьбе с наркотиками начинает операцию "Лейенда" в Мексике, чтобы положить конец картелю Гвадалахары. |            |                                                 |                       |                                                                                            |                |

### Сезон 2 (2020)
| № общий | № в сезоне | Название                                                                | Режиссёр       | Автор сценария                                  | Дата премьеры   |
| --- | ---------- | ----------------------------------------------------------------------- | -------------- | ----------------------------------------------- | --------------- |
| 11 | 1          | «Спасите тигра» «Salva El Tigre»                                        | Андре Баис     | Карло Бернард и Джонни Ньюман                   | 13 февраля 2020 |
| Через несколько месяцев после ареста Дона Нето и Керри Феликс празднует своё сорокалетие с руководителями своих плаза. Феликс встречается с Пако Эрреро из картеля Кали, чтобы потребовать оплаты долгов, которые они ему задолжали, поскольку он поддерживал работу своей организации за счет собственных средств. Эррера отклоняет его просьбу, ссылаясь на участившиеся изъятия из-за того, что американцы нацелились на него после казни Камарены. Изабелла отправляется в Колумбию, чтобы приобрести собственный запас кокаина. Агент УБН Уолт Бреслин начинает операцию "Лейенда", похищая Дельгадо - врача, который помогал пытать Кики Камарену, с помощью адреналина не давая ему потерять сознание и заставив доктора назвать имя пытавшего Камарену - Серхио Вердина, агента DFS. Затем команда Бреслина похищает Вердина на улице в перестрелке. |            |                                                                         |                |                                                 |                 |
| 12 | 2          | «Жребий брошен» «Alea Iacta Est»                                        | Амат Эскаланте | Эрик Ньюман и Ева Аридхис                       | 13 февраля 2020 |
| Феликс отправляется на встречу с Хуаном Непомусено Гуэррой, главой картеля Гольфо, который в основном занимается торговлей опиумом, чтобы заключить новое партнерство и создать монополию на импорт кокаина в Америку и отобрать опционы у колумбийских картелей. Бреслин пытает Вердина, но он был обучен сопротивляться пыткам и сломался только после того, как ему выстрелили в живот. Он называет им имя владельца поместья, где Камарена подвергался пыткам: это Рубен Суно Арсе. |            |                                                                         |                |                                                 |                 |
| 13 | 3          | «Рубен Суно Арсе» «Ruben Zuno Arce»                                     | Амат Эскаланте | Клейтон Трасселл                                | 13 февраля 2020 |
| Зуно скрывается в Пуэрто-Вальярте с хорошо вооружённой охраной, предоставленной его дядей, министром обороны Мексики. Затем операция "Лейенда" пугает Зуно, заставляя его бежать из своего охраняемого поместья, где они перенаправляют его самолет в Техас. Там он арестован. Тем временем Амадо помогает Акосте положить конец вражде, которая мешала Акосте помогать достраивать взлетно-посадочные полосы. Напряженность между Синалоа и Тихуаной возрастает, когда Феликс вводит налог на Синалоа для перевозки через Тихуану. |            |                                                                         |                |                                                 |                 |
| 14 | 4          | «Большой раскоп» «The Big Dig»                                          | Марсела Саид   | Даг Миро и Алек Зифф                            | 13 февраля 2020 |
| Зуно называет УБН имена своего дяди и Феликса как тех, кто знал о похищении и казни Камарены, но затем отрицает свои заявления перед Большим жюри, фактически положив конец операции "Лейенда" как официальному расследованию смерти Камарены. После того, как самолет, принадлежащий поддерживаемому ЦРУ контрабандисту оружия Хуану Мата-Баллестеросу, был сбит на пути к никарагуанским контрас, Феликс встречается с ЦРУ, чтобы предложить свою помощь. Впоследствии мексиканское правительство выдало Матту в знак сотрудничества с Соединенными Штатами по пресечению торговли наркотиками после ареста Зуно. Феликс берет на себя маршруты Матты для ЦРУ. Синалоанец Эль Чапо берет дело в свои руки и покупает недвижимость за пределами Тихуаны по обе стороны американо–мексиканской границы с намерением построить туннель. Изабелла заключает сделку с Энединой Арельяно Феликс из Тихуанского картеля о перевозке кокаина за спиной Феликса Гальярдо. |            |                                                                         |                |                                                 |                 |
| 15 | 5          | «Тихуанский картель» «AFO»                                              | Марсела Саид   | Карло Бернард, Клейтон Трасселл и Джонни Ньюман | 13 февраля 2020 |
| Бреслин и его команда узнают об обостряющемся конфликте между картелями Синалоа и Тихуаны. Синалоанцы забирают свой товар из Тихуаны и начинают перевозить его по туннелю, который затем обнаруживается командой УБН. Затем команда Бреслина сливает информацию в Тихуанский картель, который в ответ разрушает туннель и расстреливает всех кто был в туннеле, кроме Эль Чапо, который убегает через другой конец туннеля. Феликс берет Амадо на встречу с картелем Кали в Панаме, чтобы обеспечить свою монополию на транспортировку кокаина и наладить прямую продажу продукта в Америке, используя Амадо и его взлетно-посадочные полосы в Сьюдад-Хуаресе. Однако Феликса предает Гуэрра, который заключил сделку непосредственно с колумбийцами по перевозке кокаина. Чтобы скрыть своё удивление, Феликс просит у колумбийцев столько кокаина, сколько они могут поставить, и соглашается перевезти около 70 тонн. |            |                                                                         |                |                                                 |                 |
| 16 | 6          | «Палец» «El Dedazo»                                                     | Андре Баис     | Карло Бернард                                   | 13 февраля 2020 |
| Нуждаясь в транспортировке кокаина, Амадо начинает закупать реактивные самолеты. Команда Бреслина узнает о встрече в Панаме и следует за Амадо на аукцион, где размещает трекеры на купленных им самолетах. Используя маячки, они находят взлетно-посадочную полосу за пределами Хуареса. После неудачного покушения на него со стороны Гуэрры Феликс отправляется в Синалоа, чтобы попытаться навестить свою бывшую жену и детей. Картели Тихуаны и Синалоа соглашаются заключить мир. Но Бенджамин Арельяно Феликс использует рычаги давления на Феликса, чтобы казнить синалоанца Кочилоко. |            |                                                                         |                |                                                 |                 |
| 17 | 7          | «Правда и примирение» «Truth and Reconciliation»                        | Амат Эскаланте | Клейтон Трасселл                                | 13 февраля 2020 |
| Пальма звонит Акосте и предлагает им объединиться против Феликса, но это записывает Агилар, коррумпированный командир DFS, который работал с Акостой и Амадо в Хуаресе. Затем Феликс приказывает Азулу казнить Пальму. Пальма сбегает после того, как его жена получает наводку от своего любовника Клавеля, шофера Феликса. Тем временем Акоста встречается с Бреслином по поводу сделки, которая вывела бы его из бизнеса в обмен на Феликса Гальярдо. Феликс инициирует план по завоеванию влияния на нового кандидата в президенты на выборах 1988 года, используя новые компьютеры для голосования, чтобы повлиять на общественное мнение в день выборов. |            |                                                                         |                |                                                 |                 |
| 18 | 8          | «Система разбилась» «Se Cayó El Sistema»                                | Амат Эскаланте | Даг Миро                                        | 13 февраля 2020 |
| Акоста обращается к американской прессе и даёт интервью о траффике через Мексику, что приводит к появлению множества людей, желающих выследить его. Бреслин находит Акосту в маленьком пограничном городке, чтобы заключить с ним сделку о неприкосновенности, но Акоста погибает в результате совместного нападения DFS и ФБР на город. Феликс находится в Мехико, наблюдая за результатами выборов, компьютеры отображают ложные результаты с избирательных участков, что приводит к снижению явки избирателей, но они выводят систему из строя, когда у других возникают подозрения. Феликс строит свои планы пойти на избирательный участок и после подсчета результатов выборов проголосовать за Превина. После этого они сжигают физические бюллетени. Эррера сообщает Феликсу, что его 70 тонн готовы к отправке. Амадо вынужден спешить, чтобы вовремя подготовить свои самолёты, затем он находит маячки в самолетах. |            |                                                                         |                |                                                 |                 |
| 19 | 9          | «Рост, процветание и освобождение» «Growth, Prosperity, and Liberation» | Андре Баис     | Клейтон Трасселл                                | 13 февраля 2020 |
| Феликс мирится со своей бывшей женой Марией. Амарок забирает кокаин в Чьяпасе, но остается там, когда самолеты отправляются в Хуарес. Бреслин и его команда перехватывают самолеты на взлетно-посадочной полосе и пытаются сжечь кокаин, но обнаруживается, что он поддельный. Они попадают в засаду, и большая часть команды погибает. Настоящая партия поступает в Хуарес на следующий день, где Феликс делит ее поровну между картелями. Бреслин получает новое назначение. |            |                                                                         |                |                                                 |                 |
| 20 | 10         | «Свободная торговля» «Free Trade»                                       | Андре Баис     | Карло Бернард                                   | 13 февраля 2020 |
| Двадцать тонн колумбийского кокаина конфисковано Управлением по борьбе с наркотиками в Сильмаре, штат Калифорния. Это событие использует Феликс в качестве рычага давления на колумбийцев, чтобы те поставляли ему кокаин для розничной продажи в Америке (помимо того, что он является их основным перевозчиком). Следуя просьбам боссов картелей, Феликс дарует Пальме помилование за его запланированное предательство, но заставляет Клавеля убить жену Пальмы и сбросить его детей с моста в качестве устрашения боссов. Затем Мария выгоняет Феликса из дома и запрещает ему снова видеться со своими детьми. На собрании плаза Феликс сообщает боссам об их новой цели — наладить продажи и дистрибуцию в Соединенных Штатах. Затем все боссы картелей выходят из федерации. Семья Арельяно Феликс формирует картель Тихуаны; Азул, Пальма и Чапо образуют картель Синалоа; а Амадо и Агилар возглавляют картель Хуареса. Картель Тихуаны использует контакты Изабеллы в Колумбии для получения собственных поставок кокаина и отстранения ее от бизнеса, в то время как Амадо напрямую связался с Эррерой, чтобы предоставить картелю Кали еще один вариант транспортировки своих поставок через Мексику. Затем Феликса арестовывают дома - в качестве показательной акции мексиканского правительства в том, что они выполняют усилия по прекращению незаконного оборота наркотиков и включению в то, что затем станет НАФТА. Бреслин встречает Феликса в тюрьме. Он описывает грядущий хаос, который будет вызван спорами между новыми картелями, что в конечном итоге приведет к мексиканской войне с наркотиками. |            |                                                                         |                |                                                 |                 |

### Сезон 3 (2021)
| № общий | № в сезоне | Название                                  | Режиссёр                | Автор сценария                  | Дата премьеры |
| --- | ---------- | ----------------------------------------- | ----------------------- | ------------------------------- | ------------- |
| 21 | 1          | «12 Steps» «12 шагов»                     | Андре Баис              | Карло Бернард                   | 5 ноября 2021 |
| Амадо пойман мексиканской армией, когда его самолет, груженный кокаином, падает в пустыне. Уолт работает под прикрытием в Эль-Пасо и работает со своим спонсором анонимных алкоголиков, чтобы пробиться к контрабандистам. Амадо освобождают после трёх месяцев тюремного заключения, и он возвращается в свой дом в Синалоа, чтобы обнаружить, что его дочь умерла, что, в свою очередь, заставляет его переосмыслить свою жизнь. Карлос Хэнк Гонсалес делает Амадо предложение о земле в Хуаресе, чтобы улучшить свои бизнес-активы и позиции в рамках подготовки к НАФТА, которое Амадо принимает после того, как казнит Агилара за то, по его мнению, что он подвергает операцию слишком большому риску. Уолт делится своей тайной личностью со своим спонсором в попытке продвинуться вверх по цепочке, чтобы поймать рыбу покрупнее. Офицер полиции Хуареса Виктор ищет пропавшую девушку. |            |                                           |                         |                                 |               |
| 22 | 2          | «Como La Flor» «Словно цветок»            | Андре Баис              | Клейтон Трасселл                | 5 ноября 2021 |
| Журналистка из Тихуаны Андреа интересуется свадьбой Энедины Арельяно и Клаудио, известного адвоката, поскольку подозревает коррупцию. Прием служит своего рода встречей между различными контрабандистами, и напряженность между ними приводит к некоторым стычкам. Андреа посещает вечеринку после свадьбы и проявляет интерес к гостям-подросткам, особенно к сыну судьи, который дружит с Рамоном. Уолт подумывает о переезде в Чикаго после того, как его попытка поймать контрабандистов, с которыми он работал под прикрытием, и его спонсора из анонимных алкоголиков закончилась впечатляющим провалом. Выяснилось, что Амадо — тот, кто на шаг опережает Уолта в Эль-Пасо. |            |                                           |                         |                                 |               |
| 23 | 3          | «Los Juniors» «Молодежь»                  | Вагнер Моура            | Мэгги Кон                       | 5 ноября 2021 |
| Арельяно работают над тем, чтобы вытеснить синалоанцев из торговли, взимая налоги и отказывая им в границе. Андреа продолжает расследование о наркоманах (богатых учениках частной школы, которые играют в гангстеров и выполняют приказы Арельянос, включая убийства) и предлагает своему редактору статью, что деньги от наркотиков финансируют развитие Тихуаны. Амадо работает над преобразованием своего картеля в сотовую систему с помощью своего брата / силовика, помогающего избавиться от оставшихся частей беспорядка Агилара. Он просит у Кали некоторое время, чтобы все это заработало. Уолт начинает работать с офицером полиции Хуареса Виктором в качестве осведомителя, который сначала отказывается, но затем начинает пересматривать своё решение, когда находит больше мертвых девушек во время своих полицейских обходов. Чапо возглавляет синалоанцев в нападении на Арельянос на вечеринке по случаю 40-летия Бенджамина, где Клаудио убит, а Рамон и Бенджамин едва спасаются бегством. |            |                                           |                         |                                 |               |
| 24 | 4          | «GDL» «Гвадалахара»                       | Вагнер Моура            | Уэс тейлор                      | 5 ноября 2021 |
| Эль Чапо игнорирует советы всех залечь на дно и ждать, пока крупная катастрофа не привлечет внимание организации Арельяно Феликс (AFO / Картель Тихуаны), и планирует вылететь в Хуарес, чтобы найти Амадо. Младший брат Рамон отправляется на миссию по убийству Эль Чапо, которая превращается в массовую перестрелку и кровавую бойню в аэропорту Гвадалахары, в результате которой погиб кардинал, возглавляющий Римско-католическую церковь в Мексике. Тем временем Амадо начал исполнять предназначение, обрисованное Феликсом Уолту во время тюремного собеседования... перемещайте шахматные фигуры по местам, чтобы стать более могущественными, чем все остальные участники игры. Амадо проводит время на Кубе, заключая сделку с Кали, поскольку они являются основным производителем кокаина, т. к. Пабло Эскобар убит колумбийским спецназом. Усовершенствованная организация Амадо, которая использует такие технологии, как беспроводные пейджеры для доставки инструкций, противостоит американским расследованиям. Амадо также связывается с Хэнком, чтобы наладить партнерство для перевозки кокаина и отмывания денег. Андреа продолжает расследование и связывает Хэнка с отмыванием денег для АФО через казино в Тихуане. Виктор думает, что, возможно, напал на след серийного убийцы молодых девушек. |            |                                           |                         |                                 |               |
| 25 | 5          | «Boots on the Ground» «Десант»            | Алехандра Маркес Абелла | Итурри Соса                     | 5 ноября 2021 |
| Смерть кардинала плохо отражается на штате Мексика, который готовится к НАФТА, что побудило к принудительному формированию оперативной группы мексиканской армии во главе с генералом Реболло, который хорошо известен тем, что сжигает миллионы наличными и наркотики. Уолт разочаровывает Дину, прося перевода в Мексику на несколько месяцев, чтобы присоединиться к целевой группе. Оперативная группа почти захватывает Бенджамина Арельяно Феликса, но ей мешает насильственное вмешательство Рамона. Бенджамин бежит из Тихуаны и оставляет Энедину за главного. Виктор начинает расследование на заводе автозапчастей в поисках потенциальных зацепок к серийному убийце, охотящемуся на молодых девушек. Эль Чапо обманут гватемальскими пограничниками, которым он заплатил, и которые забирают награду в 15 миллионов песо, обещанную мексиканским правительством. |            |                                           |                         |                                 |               |
| 26 | 6          | «La Jefa» «Босс»                          | Алехандра Маркес Абелла | Алек Зик и Айзек Гомез          | 5 ноября 2021 |
| Виктор, наконец, находит тело девочки-подростка, которую он ищет. Коронер не может помочь Виктору в расследовании, поэтому Виктор звонит УБН в попытке обменять информацию на помощь в тестировании ДНК. Младший наркодилер пойман на обратном пути в Мексику после кокаиновой сделки с 14 тысячами долларов наличными и 9-миллиметровым пистолетом в бардачке. Уолт использует его в качестве канарейки, чтобы найти место, где они могут арестовать Франсиско Арельяно Феликса, в то время как Рамон едва спасается в перестрелке. Нарко-младший понимает, что он был ответственен за нападение, и Рамон использует его, чтобы передать информацию армейской оперативной группе и совершить нападение из мести. Картель Кали сворачивается, и Амадо получает новую партию кокаина от Северной долины. Энедина — новый босс Тихуанского картеля — нападает на Майо (сжигает его лодки), Синалоа (убивает Азула) и пытается убить Амадо. |            |                                           |                         |                                 |               |
| 27 | 7          | «La Voz» «Голос»                          | Неизвестно              | Клейтон Траселл и Мэгги Кон     | 5 ноября 2021 |
| Развоска "Голоса" подвергается взрыву бомбы, а Андреа подвергается запугиванию после того, как она сообщила об убийцах Колосио. Виктор становится осведомителем УБН Эль-Пасо, чтобы получить анализ ДНК человека, убивающего девочек, что в конечном итоге подвергает его опасности и, к сожалению, даёт неубедительные результаты, поэтому он решает выйти на улицу и начать задавать вопросы другим женщинам, которые работают на фабрике. Майо и Чапо заключают союз против картеля Тихуаны, а Амадо оказывает этому делу денежную поддержку. Оперативная группа мексиканской армии захватывает младшего нарко и начинает процесс усиленного допроса, чтобы получить от него нужную информацию. Руководство Тихуанского картеля начинает ощущать давление ответного удара от своих действий. Хэнк замораживает счета Амадо, чтобы заставить Амадо прекратить поддерживать кровопролитие и создавать общественные проблемы для их бизнеса. |            |                                           |                         |                                 |               |
| 28 | 8          | «Last Dance» «Последний танец»            | Неизвестно              | Карло Бернард и Клейтон Траселл | 5 ноября 2021 |
| Мексиканская экономика рушится, и предприятия, базирующиеся в долларах США, внезапно стоят вдвое дороже, чем раньше. Пытки младшего лейтенанта Алекса не приносят результатов, поэтому Уолт меняет тактику и устанавливает с ним контакт, чтобы получить информацию о брате Алекса, но уже слишком поздно, так как Тихуанский картель решил, что им нужно избавиться от них. Андреа просматривает финансовые документы, связанные с Хэнком, и документы, переданные ей помощником убитого кандидата в президенты. Эль Чапо становится эффективным менеджером картеля Синалоа, отбывая срок в тюрьме, а его приспешник бегает с Майо, используя насилие, чтобы подставить аффилированных лиц тихуанского картеля. Виктор теряет работу полицейского и начинает работать охранником, продолжая свою одержимость серийным убийцей, нападающим на девушек. Амадо планирует будущее, в котором он оставит наркобизнес. |            |                                           |                         |                                 |               |
| 29 | 9          | «The Reckoning» «Расплата»                | Неизвестно              | Карло Бернард и Клейтон Траселл | 5 ноября 2021 |
| Противостояние между Синалоа (во главе с Майо на улице и Эль Чапо в тюрьме) и организацией Арельяно Феликса обостряется. Пальма пойман полицией и заключён в тюрьму вместе с Эль Чапо и Нето, где он угрожает старшинству Эль Чапо в руководстве. Андреа обнаруживает поразительную связь между бывшей королевой красоты, которая переводит платежи от Амадо генералу Реболло, который отвечает за преследование мексиканской войны с наркотиками. Уолт давит на наркобарона-младшего Алекса, чтобы тот прослушал записи , которые раскрывают болезнь, поражающую дочь Бенджамина Арельяно Феликса Рут, что позволяет команде совершить налет на дом Бенджамина. Бенджамина не было во время рейда, но его семья задержана, что встревожило Бенджамина. Хэнк угрожает Амадо и отправляет бухгалтеров в офис Амадо, где Амадо убивает их и начинает свою стратегию ухода. |            |                                           |                         |                                 |               |
| 30 | 10         | «Life in Wartime» «Жизнь в военное время» | Неизвестно              | Карло Бернард                   | 5 ноября 2021 |
| Власти Мексики и США всерьез разыскивают Амадо. Амадо и его люди вступают в перестрелку с армией в аэропорту, но он убегает в последнюю минуту. Позже Амадо умирает в больнице в Мексике, проходя пластическую операцию по изменению внешности. Находясь в тюрьме, Чапо предпринимает шаги, чтобы показать, что он здесь главный. Алекс убит Арельяно сразу же после побега из-под стражи Уолтера. Виктор Тапиа ловит и убивает человека, который, по его мнению, насилует и убивает женщин, только для того, чтобы обнаружить, что кроличья нора глубже, чем он предполагал. Друг Тапии Рохелио убивает Тапию, узнав, что он был крысой. Энедина отправляет Рамона на задание. Майо приказал своим людям убить Рамона. |            |                                           |                         |                                 |               |

## Производство
В декабре 2017 года Майкл Пенья и Диего Луна были объявлены исполнителями главных ролей. Через несколько дней к актёрскому составу присоединился Мэтт Летчер. В мае 2018 года к составу присоединились Теноч Уэрта Мехия, Хоакин Косио, Тереса Руис, Алисса Диас и Хосе Мария Яспик.
Премьерный показ сериала состоялся 16 ноября 2018 года.

## Расхождения
В отличие от сериала, в реальности Феликс Гальярдо лично приказал захватить Кики Камарену.

## Отзывы критиков
По оценке критиков IMDb его рейтинг составляет 8.4/10 баллов на основе около 84 тысяч отзывов пользователей.
Согласно рецензиям пользователей сайта Кинопоиск, сериал был тепло принят зрителями. 14 положительных рецензий из 16, 2 из которых - нейтральны.
На Metacritic же сериал набрал 80 баллов из 100 на основе 9 рецензий критиков.

## Награды и номинации
| Награды и номинации телесериала «Нарко: Мексика» | Награды и номинации телесериала «Нарко: Мексика»                                                   | Награды и номинации телесериала «Нарко: Мексика»                        | Награды и номинации телесериала «Нарко: Мексика» | Награды и номинации телесериала «Нарко: Мексика» |
| Премия                                           | Категория                                                                                          | Имя                                                                     | Результат                                        |                                                  |
| ------------------------------------------------ | -------------------------------------------------------------------------------------------------- | ----------------------------------------------------------------------- | ------------------------------------------------ | ------------------------------------------------ |
| Critics' Choice Movie Awards 2018                | Лучшая мужская роль в драматическом сериале                                                        | Диего Луна                                                              | Номинация                                        |                                                  |
| Премия «Золотой трейлер» 2019                    | Лучший звуковой монтаж (ТВ-ролик / трейлер / тизер к сериалу)                                      | Netflix                                                                 | Номинация                                        |                                                  |
| IGN Summer Movie Awards 2018                     | Лучший телесериал                                                                                  |                                                                         | Номинация                                        |                                                  |
| Motion Picture Sound Editors 2019                | Outstanding Achievement in Sound Editing — Dialogue and ADR for Episodic Long Form Broadcast Media | Рэнди Акерсон, Томас Уайтинг, Давид Падилья (за 8-й эпизод 1-го сезона) | Номинация                                        |                                                  |
| The Platino Awards for Iberoamerican Cinema 2019 | Лучший актёр в мини-сериале или сериале                                                            | Диего Луна                                                              | Победа                                           |                                                  |
| The Platino Awards for Iberoamerican Cinema 2019 | Лучший мини-сериал или сериал                                                                      |                                                                         | Номинация                                        |                                                  |
| Премия Гильдии сценаристов США 2018              | Episodic Drama                                                                                     | Эрик Ньюман, Клейтон Трасселл (за 1-й эпизод 1-го сезона)               | Номинация                                        |                                                  |